# Station Beynost
Station Beynost is een spoorwegstation in de Franse gemeente Beynost.